# Il était une fois... ces Drôles d'objets
Pour les articles homonymes, voir Il était une fois.
Il était une fois… notre Terre
Il était une fois… ces Drôles d'objets est une série télévisée d'animation franco-suisse en 78 épisodes de 7 minutes, créée par Hélène Barillé pour les studios Procidis et Samka Productions et diffusée en avant-première sur la plateforme Okoo à partir du 7 février 2024, sur France 4 à partir du 19 février 2024.
En Suisse, la série est diffusée sur RTS à partir du 30 décembre 2023.

## Synopsis
Maestro, par le biais de ses voyages temporels et son pouvoir de miniaturisation, nous montre que même les objets les plus banals ont un passé chargé d'histoire; du chocolat à l'ours en peluche en passant par le piano, tous ont fait un long chemin depuis leur création jusqu'aux formes qu'on leur connaît aujourd'hui.

## Personnages
- Maestro
- Pierrot
- Psi
- Gros
- Pierrette
- Teigneux
- Nabot (nommé, ici, Minus)

## Voix françaises
- Jean-Claude Donda : Maestro
- Hélène Barillé : Psi
- Emmanuel Curtil : le Nabot, Petit Gros, le Teigneux
- Emmanuel Garijo : Pierrot
- Emmylou Homs : Pierrette, Petit Pierrot
- Version originale
  - Studio de doublage : Samka
  - Direction artistique : Céline Ronté et Valérie Siclay

## Épisodes
1. Il était une fois... la tablette de chocolat
2. Il était une fois... le ballon de foot
3. Il était une fois... le vélo
4. Il était une fois... les toilettes
5. Il était une fois... la peinture
6. Il était une fois... le livre
7. Il était une fois... l'ampoule
8. Il était une fois... le toboggan
9. Il était une fois... le piano
10. Il était une fois... la règle
11. Il était une fois... la carte à jouer
12. Il était une fois... la fourchette
13. Il était une fois... la brosse à dents
14. Il était une fois... l'appareil photo
15. Il était une fois... le jean
16. Il était une fois... le lit
17. Il était une fois... la clé
18. Il était une fois... le disque compact
19. Il était une fois... le cartable
20. Il était une fois... la trottinette
21. Il était une fois... le baume à lèvres
22. Il était une fois... le miroir
23. Il était une fois... la carte de paiement
24. Il était une fois... le parapluie
25. Il était une fois... la gomme
26. Il était une fois... l'ours en peluche
27. Il était une fois... l'aimant
28. Il était une fois... la sucette
29. Il était une fois... le savon
30. Il était une fois... le satellite
31. Il était une fois... le pansement adhésif
32. Il était une fois... la chaussure
33. Il était une fois... la poubelle
34. Il était une fois... la guitare
35. Il était une fois... les lunettes
36. Il était une fois... le stylo à bille
37. Il était une fois... la couche-culotte
38. Il était une fois... le microphone
39. Il était une fois... le crayon
40. Il était une fois... le pantalon
41. Il était une fois... la balance
42. Il était une fois... la brosse à cheveux
43. Il était une fois... la chaise
44. Il était une fois... les ciseaux
45. Il était une fois... la gourde
46. Il était une fois... le maillot de bain
47. Il était une fois... le skateboard
48. Il était une fois... le fauteuil roulant
49. Il était une fois... la calculatrice
50. Il était une fois... l'avion
51. Il était une fois... la raquette de tennis
52. Il était une fois... la montre
53. Il était une fois... l'automobile
54. Il était une fois... l'écran de cinéma
55. Il était une fois... la pièce de monnaie
56. Il était une fois... le téléphone
57. Il était une fois... le puzzle
58. Il était une fois... le casque de protection
59. Il était une fois... le réfrigérateur
60. Il était une fois... le masque d'hygiène
61. Il était une fois... la colle
62. Il était une fois... la télécommande
63. Il était une fois... le plâtre chirurgical
64. Il était une fois... le thermomètre
65. Il était une fois... le feu de circulation
66. Il était une fois... le téléscope
67. Il était une fois... le four à micro-ondes
68. Il était une fois... la caméra
69. Il était une fois... l'ordinateur personnel
70. Il était une fois... la bague
71. Il était une fois... le drone
72. Il était une fois... la bougie
73. Il était une fois... le microscope
74. Il était une fois... la télévision
75. Il était une fois... l'enceinte
76. Il était une fois... la boussole
77. Il était une fois... la carte géographique
78. Il était une fois... le train